# تپه کهنه گرده بن
تپه کهنه گرده بن مربوط به دوران‌های تاریخی پس از اسلام است و در شهرستان پیرانشهر، روستای گرده‌بن واقع شده و این اثر در تاریخ ۷ مهر ۱۳۸۱ با شمارهٔ ثبت ۶۴۱۸ به‌عنوان یکی از آثار ملی ایران به ثبت رسیده است.